# Communauté de communes des Hautes Terres de l’Aubrac
Die Communauté de communes des Hautes Terres de l’Aubrac ist ein französischer Gemeindeverband mit der Rechtsform einer Communauté de communes im Département Lozère in der Region Okzitanien. Sie wurde am 30. November 2016 gegründet und umfasst 17 Gemeinden. Der Verwaltungssitz befindet sich im Ort Peyre en Aubrac.

## Historische Entwicklung
Der Gemeindeverband entstand mit Wirkung vom 1. Januar 2017 durch die Fusion der Vorgängerorganisationen
- Communauté de communes des Hautes Terres und
- Communauté de communes de l’Aubrac Lozérien.

Gleichzeitig bildeten alle Gemeinden der Communauté de communes de la Terre de Peyre die Commune nouvelle Peyre en Aubrac, die sich ebenfalls dem hiesigen Verband anschloss.

## Mitgliedsgemeinden
| Gemeinde                                             | Einwohner 1. Januar 2022 | Fläche km² | Dichte Einw./km² | Code INSEE | Postleitzahl |
| ---------------------------------------------------- | ------------------------ | ---------- | ---------------- | ---------- | ------------ |
| Albaret-le-Comtal                                    | 139                      | 29,56      | 5                | 48001      | 48310        |
| Arzenc-d’Apcher                                      | 51                       | 7,88       | 6                | 48007      | 48310        |
| Brion                                                | 86                       | 22,11      | 4                | 48031      | 48310        |
| Chauchailles                                         | 80                       | 17,40      | 5                | 48044      | 48310        |
| Fournels                                             | 369                      | 15,76      | 23               | 48064      | 48310        |
| Grandvals                                            | 59                       | 12,84      | 5                | 48071      | 48260        |
| La Fage-Montivernoux                                 | 133                      | 37,77      | 4                | 48058      | 48310        |
| Les Monts-Verts                                      | 315                      | 29,13      | 11               | 48012      | 48200        |
| Marchastel                                           | 45                       | 34,87      | 1                | 48091      | 48260        |
| Nasbinals                                            | 576                      | 63,34      | 9                | 48104      | 48260        |
| Noalhac                                              | 95                       | 13,51      | 7                | 48106      | 48310        |
| Peyre en Aubrac                                      | 2.304                    | 153,30     | 15               | 48009      | 48130        |
| Prinsuéjols-Malbouzon                                | 250                      | 57,22      | 4                | 48087      | 48100, 48270 |
| Recoules-d’Aubrac                                    | 164                      | 26,55      | 6                | 48123      | 48260        |
| Saint-Juéry                                          | 54                       | 1,65       | 33               | 48161      | 48310        |
| Saint-Laurent-de-Veyrès                              | 34                       | 9,11       | 4                | 48167      | 48310        |
| Termes                                               | 219                      | 17,65      | 12               | 48190      | 48310        |
| Communauté de communes des Hautes Terres de l’Aubrac | 4.973                    | 549,65     | 9                | –          | –            |